# Carlo Maria Natale
Carlo Maria Natale (né le 18 avril 1935 à Tripoli en Libye, décédé le 3 mars 2018 dans le 14e arrondissement de Paris) est un architecte italien ayant réalisé la majeure partie de sa carrière en France. Spécialisé dans la conception d'immeubles de bureaux, il a réalisé à Paris et en région Île-de-France les plans de nombreux bâtiments d'entreprises multinationales, dont ceux de Hewlett-Packard (1985), Baxter France (1988), Arthur Andersen (1997) ou encore WarnerMedia (2001). Il s'est également illustré dans les domaines de l'architecture hôtelière, de l'habitat et de l'architecture intérieure, tout en étant le créateur de plusieurs centres commerciaux.

## Biographie
Carlo Maria Natale obtient un diplôme de l'École polytechnique de Turin en 1961, puis un doctorat d'Architecture en 1962,. La même année, il rejoint les cabinets d'architecture de M.F. Roggero (doyen de l'École polytechnique de Turin) et de Carlo Mollino. En 1964, il vient à Paris où il réalise notamment un stage dans le cabinet d'architecte d'André Riegler. Il part ensuite à Madrid en 1965 où il intègre le département de recherche de l'« Instituto de Ciencias de la Construcción Eduardo Torroja » (Institut espagnol de la construction et du ciment dédié à Eduardo Torroja) et obtient le premier prix d'un concours du CNRS.
Il se spécialise très tôt dans la conception d'immeubles d'entreprises, ce qui l'amènera à réaliser tout au long de sa carrière aussi bien des projets de constructions neuves que des projets de réhabilitation d'immeubles déjà existants. En 1966, il rejoint Immobiliare France S.A., filiale du groupe Società Generale Immobiliare Rome appartenant à la Banque du Vatican. Dans ce cadre, à partir de 1970, il devient responsable de la holding « S.G.I. Internationale », chargée de la réalisation des programmes pour la France, Monaco, les États-Unis et le Canada. Cette fonction l'amène à vivre de 1970 à 1974 aux États-Unis, où il travaille notamment en collaboration avec Luigi Moretti et Gabor Acs sur plusieurs bâtiments du complexe Watergate à Washington, ainsi qu'à Los Angeles sur le complexe immobilier Mariner's Bay de la Marina Del Rey,.
| |  |  |
| Croquis (1999) et bâtiment final (2001) du siège social d'Aol Time Warner (« Le France »), dont la façade a été rénovée par Carlo Maria Natale (Neuilly-sur-Seine). |  |  |

En 1977, après ses expériences aux États-Unis, il quitte la Società Generale Immobiliare et s'installe à Paris où il fonde le cabinet Carlo Maria Natale (CMN) en travaillant désormais à son compte. Il devient également membre de la Chambre de commerce américaine en France puis administrateur de la Chambre de commerce italienne pour la France (CCIF),. Il s'associe en 1981 à l'architecte Maurice Moussafir, avec qui il réalise de nombreux projets dans les années 1980, décennie au cours de laquelle sa carrière prend toute son ampleur. Le cabinet reçoit de nombreuses commandes d'entreprises internationales, principalement pour la construction ou la réhabilitation d'immeubles de bureaux situés à Paris et plus largement en Île-de-France.
À partir de 1997, la plupart des projets architecturaux de Carlo Maria Natale se situent dans l'ouest parisien ainsi qu'à Neuilly-sur-Seine. En 2005-2006, il remporte un concours d'urbanisme visant à restructurer l'avenue Charles-de-Gaulle de Neuilly-sur-Seine.
Le cabinet de Carlo Maria Natale devient en 2006 une société par actions simplifiée et prend le nom de CMN Architectes & Associés SAS, puis CMN & Associés Architectes de 2012 à 2013.
Il décède le 3 mars 2018 dans le 16e arrondissement de Paris. Il est inhumé le 8 mars 2018 au cimetière ancien de Neuilly-sur-Seine en présence de son épouse Miwako Natale.

## Style architectural

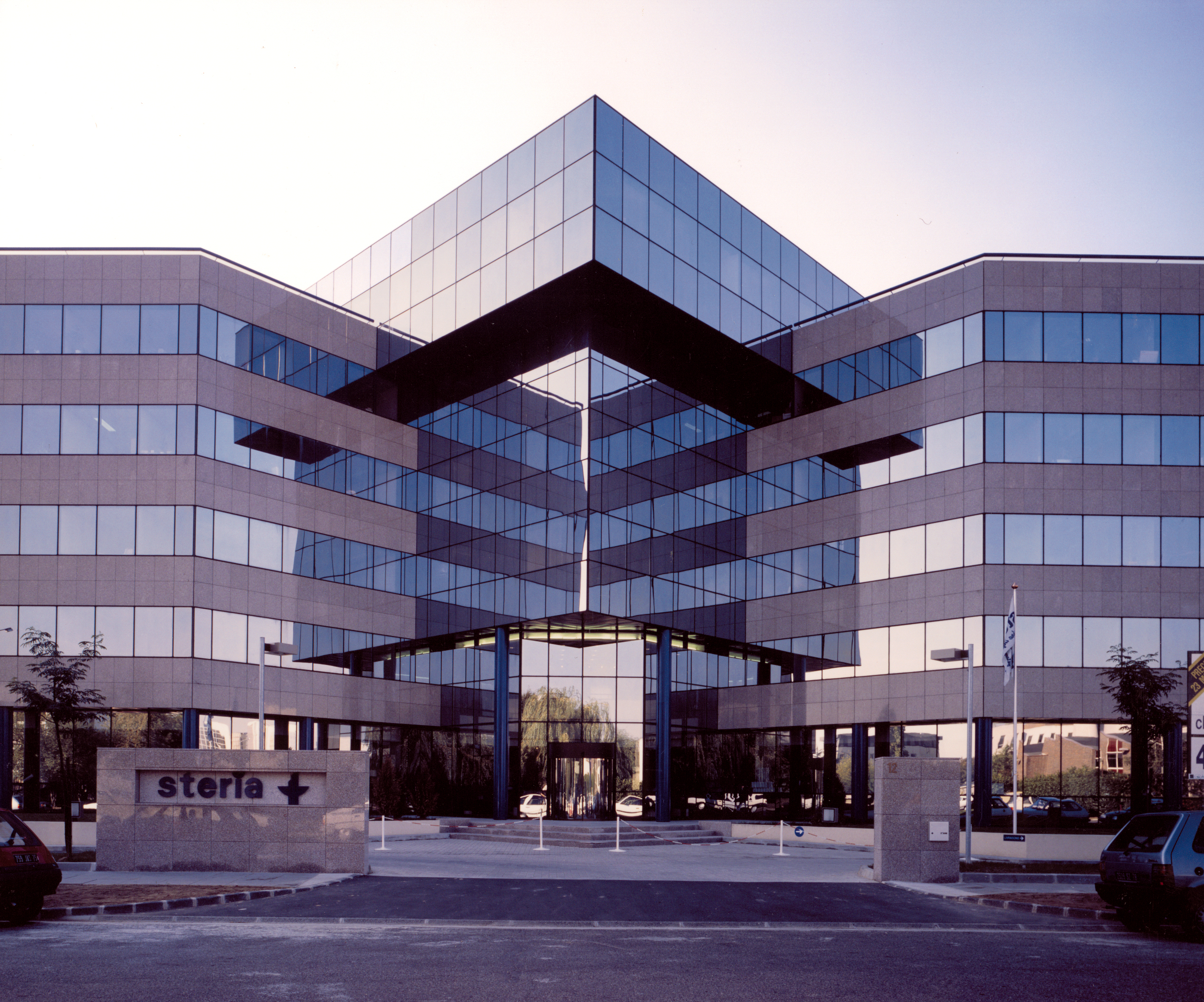
Siège social de Steria (Vélizy, Yvelines), conçu en 1988 par Carlo Maria Natale en collaboration avec Maurice Moussafir.

Le style architectural de Carlo Maria Natale se caractérise par de grands espaces intérieurs, ainsi que par un mélange de simplicité et de modernité. Il déclare en 1996 : « Mon principe fondamental est le rationalisme, qui peut aujourd'hui se résumer en trois paramètres fondamentaux : le caractère fonctionnel, les rapports qualité-prix-délais et l'esthétique. Pour le premier point, je considère que les nouvelles constructions doivent être d'abord pratiques, c'est-à-dire suffisamment souples et adaptables au fur et à mesure que l'évolution technique impose des solutions de plus en plus automatisées. En particulier, dans les immeubles de bureaux, il faut mettre en valeur, à travers la création de volumes architecturaux importants, la communication interne, indispensable aujourd'hui à n'importe quelle entreprise ».
Il explique à la même époque au sujet de ses maîtres à penser : « Je m'inspire de critères d'une extrême rigueur et sobriété, au sens du célèbre « Less is more » de Mies van der Rohe. Mais si je dois citer quelqu'un que je considère comme un grand maître, il faut que je fasse référence à Frank Lloyd Wright, qui a été d'après moi le plus grand innovateur depuis la Renaissance ».

## Principales réalisations

### États-Unis
- 1970 : Watergate Hotel (350 chambres) : architecte-conseil (Washington)[collab 1]
- 1971 : galerie commerciale Les Champs Watergate : architecte-conseil (Washington)[collab 1]
- 1972 : complexe immobilier Mariner's Bay à la Marina Del Rey (380 logements) : architecte-conseil (Los Angeles)[collab 2]

### Europe (France, Italie, Monaco)

Siège social d'Alcatel Câbles (Clichy, Hauts-de-Seine), réalisé en 1986 par Carlo Maria Natale.

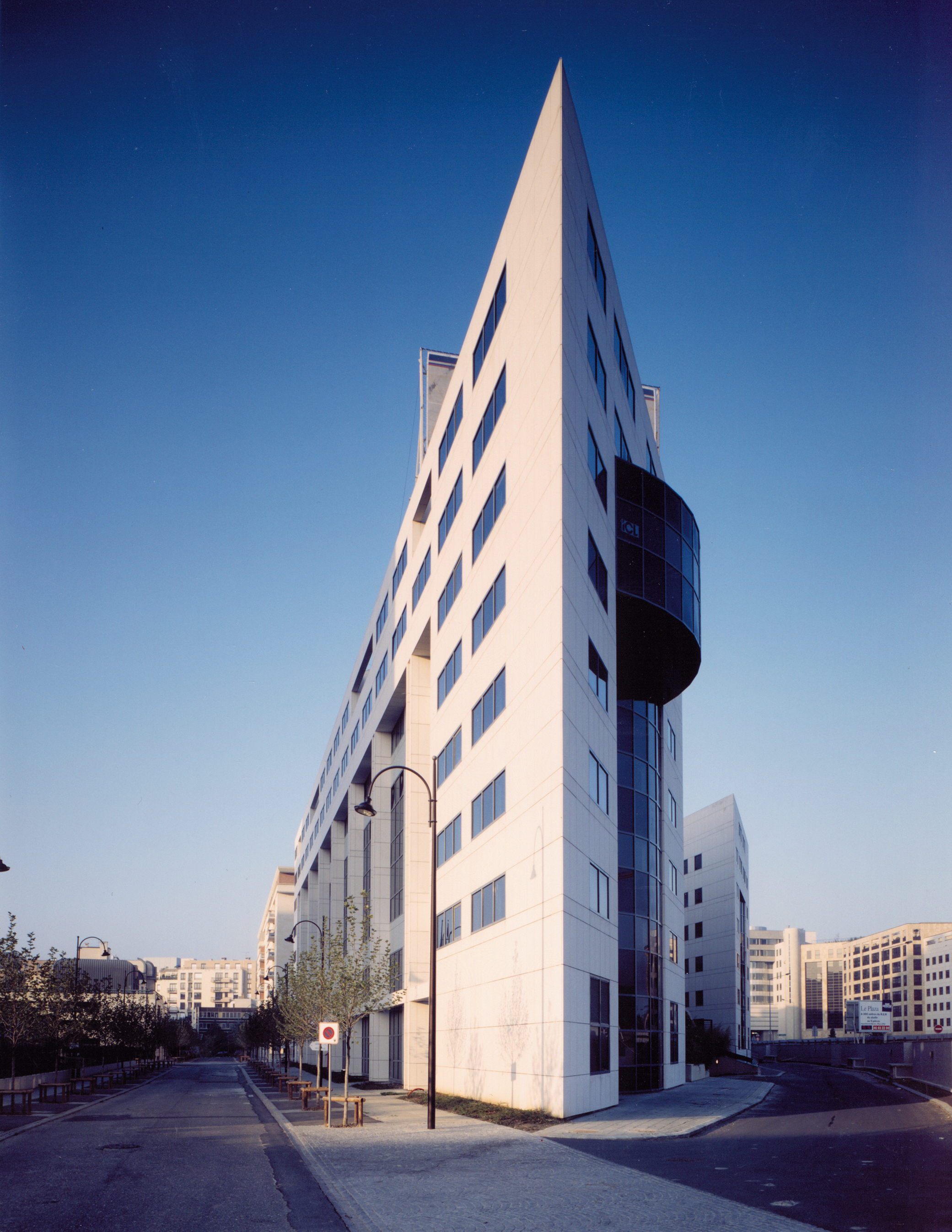
Immeuble du complexe Rueil 2000 (Rueil-Malmaison, Hauts-de-Seine), conçu entre 1987 et 1994 en collaboration avec Maurice Moussafir.

Siège social de United States Surgical Corporation (Saint-Quentin-en-Yvelines, Yvelines), conçu en 1990.

Siège social d'Arthur Andersen, rénové en 1997.

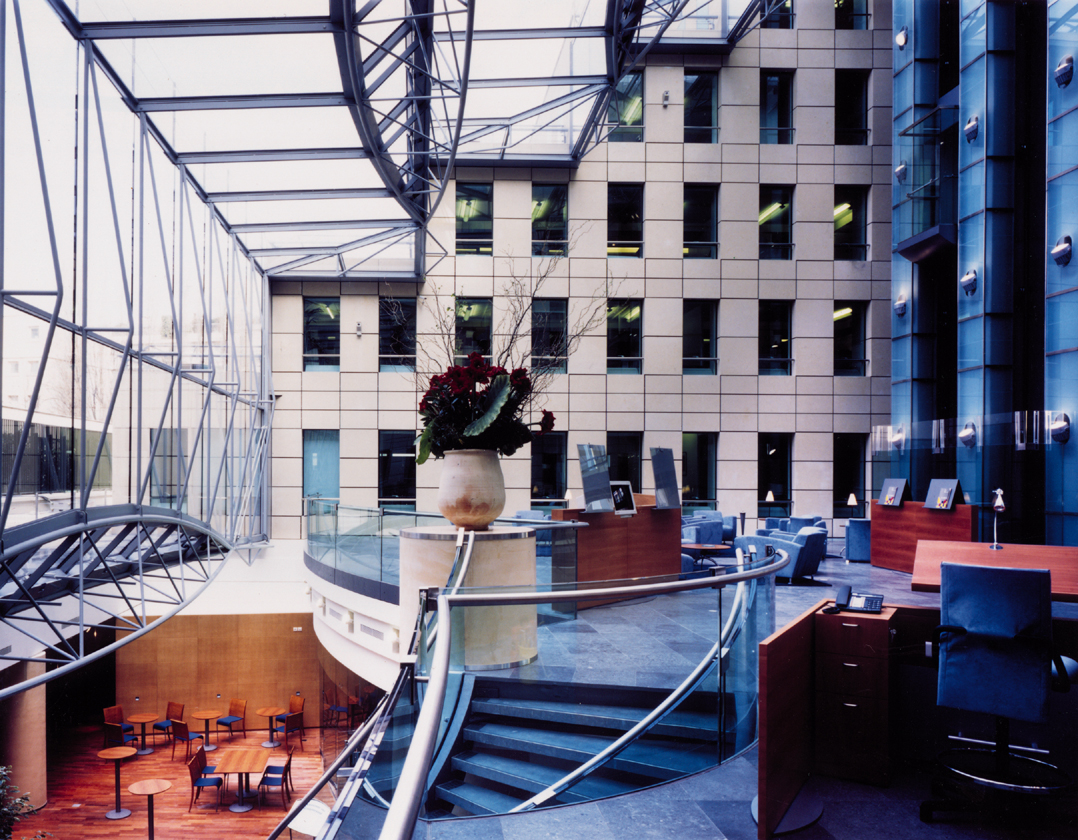
Intérieur du siège social d'Arthur Andersen, rénové en 1997.

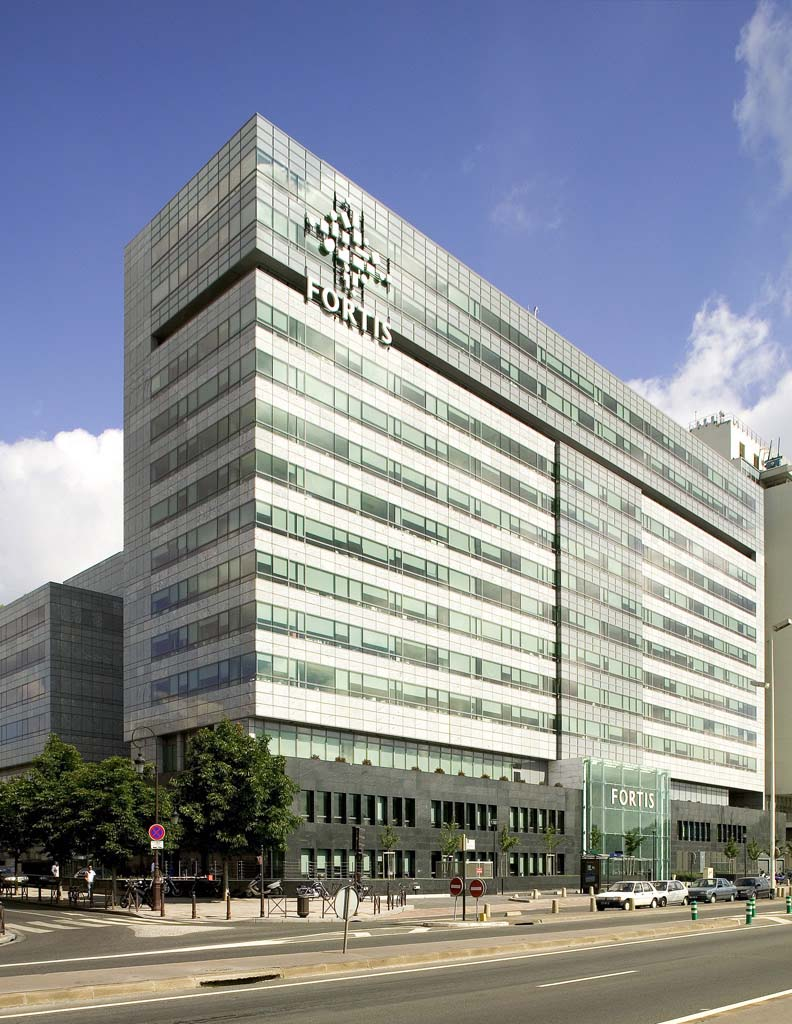
Siège social de Fortis (Puteaux, Hauts-de-Seine), rénové en 2001 par Carlo Maria Natale.

#### Bâtiments d'entreprises
- 1962 : Armando Testa Publicité : siège social (Turin, Italie)
- 1967-1968 : Pan American World Airways : immeuble de bureaux (90 avenue des Champs-Élysées, Paris), pour le compte d'Immobiliare France S.A.[collab 3]
- 1968 : Croix-Rouge française : siège social (9 rue de Berri, Paris), pour le compte d'Immobiliare France S.A.[2],[collab 4]
- 1979 : Martini & Rossi : entrepôt et restaurant d'entreprise (Saint-Ouen, Seine-Saint-Denis)
- 1979-1980 : U.S. Molex : siège social (Antony, Hauts-de-Seine) et usine de production (Wissous, Essonne)[2]
- 1982 : Inter Trade : siège social et entrepôt (Mitry-Mory, Seine-et-Marne)
- 1983 : I.C.O. France : bureaux et entrepôt (Antony, Hauts-de-Seine)
- 1984 : Travenol Baxter : bureaux et entrepôt (Maurepas, Yvelines)[collab 5]
- 1985-1986 : Hewlett-Packard : immeubles de bureaux (Les Ulis, Essonne et Villepinte, Seine-Saint-Denis)[2],[3],[collab 5]
- 1985-1992 : Chicco Puériculture de France S.A. : bureaux et entrepôts (Mitry-Mory, Seine-et-Marne)[2]
- 1986 : Câbles de Lyon / Alcatel Câbles : siège social (Clichy, Hauts-de-Seine)[2],[collab 5]
- 1986-1992 : Sony France : centre de distribution et de stockage (Cergy-Pontoise, Val-d'Oise)[2]
- 1987-1994 : Rueil 2000 : bureaux, commerces et habitations (Rueil-Malmaison, Hauts-de-Seine)[2],[8],[collab 5]
- 1988 : Baxter France : siège social (Maurepas, Yvelines)[2],[collab 5]
- 1988 : GFI, filiale de BP : centre informatique (Nanterre, Hauts-de-Seine)[collab 5]
- 1988 : Caisse des dépôts et consignations : immeuble de bureaux (Nanterre, Hauts-de-Seine)[collab 5]
- 1988 : Steria : siège social (Vélizy, Yvelines)[2],[collab 5]
- 1988 : Descartes : immeuble de bureaux (Le Blanc-Mesnil, Seine-Saint-Denis)[collab 5]
- 1989 : Cofor : siège social (Créteil, Val-de-Marne)
- 1989 : Seipim : immeuble de bureaux (Le Pecq, Yvelines)[collab 5]
- 1989 : Digital France : immeuble de bureaux (Évry, Essonne)[4],[collab 5]
- 1990 : United States Surgical Corporation : siège social et laboratoires (Saint-Quentin-en-Yvelines, Yvelines)[3],[collab 5]
- 1990 : Cassa depositi e prestiti : bureaux (Rome et Milan, Italie)
- 1992 : HTC : immeuble de bureaux (Bagnolet, Seine-Saint-Denis)
- 1993 : Parc club de Senlis (Senlis, Oise)
- 1993 : Ferroli France : bureaux et entrepôts (Saint-Michel-sur-Orge, Essonne)[2]
- 1994 : Reebok France : bureaux et entrepôts (Saint-Michel-sur-Orge, Essonne)
- 1997 : Arthur Andersen : rénovation du siège social, devenu par la suite le siège social de Sephora (41 rue Ybry, Neuilly-sur-Seine) pour le compte d'Unibail.
- 1998 : SARI Développement : immeuble de bureaux (Rueil-Malmaison, Hauts-de-Seine)
- 2001 : Aol Time Warner : rénovation de l'immeuble Le France, siège social (115-123 avenue Charles-de-Gaulle, Neuilly-sur-Seine) pour le compte d'Unibail[6].
- 2001 : Fortis : rénovation du siège social (30 quai de Dion Bouton, Puteaux, Hauts-de-Seine) pour le compte d'AIG.
- 2002 : GCI : construction d'un immeuble de bureaux (Neuilly-sur-Seine)
- 2004 : réhabilitation de l'immeuble Capital 8, ancien siège d'EDF (rue Louis-Murat, Paris) pour le compte d'Unibail[9],[10].
- 2005 : Optimum (GCI, Siemens) : construction d'un immeuble de bureaux (boulevard du Château, Neuilly-sur-Seine)[collab 6]
- 2006 : Inpost : réhabilitation de l'immeuble de La Poste de Neuilly-sur-Seine (66 avenue Charles-de-Gaulle, Neuilly-sur-Seine)[collab 6]
- 2007 : Le Riva : restructuration et extension d'un immeuble de bureaux (Neuilly-sur-Seine), pour le compte de la société Hines[collab 6].
- 2008 : M6 : siège social (Neuilly-sur-Seine)[collab 6]
- 2009 : SACEM : siège social (Paris)[collab 6]
- 2010 : France 3 Paris Île-de-France : réhabilitation d'un immeuble de bureaux (Vanves, Hauts-de-Seine)[collab 6]
- 2013 : Ancelle: réhabilitation d'un immeuble de bureaux (rue Ancelle, Neuilly-sur-Seine), pour le compte d'Unibail[collab 7]

#### Immeubles d'habitation
- 1963 : trois immeubles d'habitation (Sestrières, Turin, Italie)
- 1964 : maisons individuelles (Cavoretto, Turin, Italie)
- 1969 : Le Mirabeau : immeuble résidentiel et hôtelier (Monte-Carlo, Monaco)[collab 8]
- 1974 : Le Mirabelle : immeuble résidentiel (Monte-Carlo, Monaco)[collab 9]
- 1976 : ensemble résidentiel dans le Parc de Rocquencourt (520 logements) (Versailles, Yvelines)[collab 10]
- 1977 : Les Nids de Port Royal : ensemble immobilier (180 maisons) (Saint-Quentin-en-Yvelines, Yvelines)
- 1990 : ensemble de logements P.L.I.-P.L.A. (Rueil-Malmaison, Hauts-de-Seine)

#### Architecture hôtelière
- 1971 : Hôtel Mirabeau (120 chambres) : architecte-conseil (Monte-Carlo, Monaco)[collab 8]
- 1985 : Hôtel Marriott Prince de Galles (225 chambres) : réhabilitation (33 avenue George V, Paris)[2],[3]
- 1986 : Hôtel Le Lotti (89 chambres) : réhabilitation (7 rue de Castiglione, Paris)[collab 8]

#### Centres commerciaux
- 1969 : Galerie commerciale Les Champs (84 avenue des Champs-Élysées, Paris)
- 1990 : Centre commercial hypermarché Auchan (20e arrondissement de Paris)[2],[collab 11]

#### Architecture intérieure
- 1973 : Banco di Roma (avenue des Champs-Élysées, Paris), pour le compte d'Immobiliare France S.A.[2]
- 1974 : Michel Puget (rue Drouot, Paris)
- 1975 : Martini & Rossi : restaurant d'entreprise (Saint-Ouen, Seine-Saint-Denis)
- 1975 : Le Caddeo : restaurant (Saint-Ouen, Seine-Saint-Denis)
- 1977 : Terrasse Martini & Rossi (avenue des Champs-Élysées, Paris)
- 1982 : Banco di Roma (rue de Choiseul, Paris)
- 1982 : Reale Mutua de Turin : siège social (rue de Mogador, Paris)
- 1990 : Monte dei Paschi di Siena : siège social (rue Meyerbeer, Paris)
- 1991 : United States Surgical Corporation : siège social (Saint-Quentin-en-Yvelines, Yvelines)[3]

## Distinctions
- Officier de l'ordre du Mérite de la République italienne‎[7]
- Grand officier de l'ordre de l'Étoile de la solidarité italienne[5]